# Oberwesel
Oberwesel település Németországban, Rajna-vidék-Pfalz tartományban. Lakosainak száma 2899 fő (2023. december 31.). Oberwesel Damscheid, Niederburg és Perscheid községekkel határos.

## Népesség
A település népességének változása:
| Lakosok száma | 4645 | 2834 | 2848 | 2813 | 2813 | 2864 | 2899 |
|               | 1975 | 2015 | 2017 | 2019 | 2021 | 2022 | 2023 |